# Zygmunt Bujnicki
Zygmunt Bujnicki (ur. 1825 w Dagdzie w Polskich Inflantach) – naczelnik wojskowy w Inflantach Polskich w powstaniu styczniowym, kapitan kawalerii w armii rosyjskiej, polski działacz narodowy i emigracyjny.

## Życiorys
Zygmunt Bujnicki urodził się w Dagdzie na Polskich Inflantach, był synem ziemianina i pisarza Kazimierza Bujnickiego.
W 1863 roku został naczelnikiem wojennym powstania styczniowego w Inflantach Polskich. Organizował oddziały powstańcze i broń. Działał z Leonem Platerem, Władysławem Sołtanem i Józefem Ponsetem. 
Dnia 13 kwietnia 1863 zorganizował napad na transport broni idący przez lasy Bałtyńskie pod Krasławiem. Po udanym ataku na oddział rosyjski, chłopi będący na usługach Rosjan ujęli Leona Platera i przekazali carskiemu wojsku. Leon Plater chcąc chronić Bujnickiego przywództwo napadu wziął na siebie, za co został skazany na karę śmierci i stracony. Bujnicki ostrzeżony o niebezpieczeństwie uciekł do Petersburga, tam dzięki pomocy swojej siostry Heleny dostał paszport i udał się do Paryża. Władze carskie spaliły i skonfiskowały jego majątek Rolniczyn koło Dadgy, a żonę Anetę z Sznederów zesłali do Tambowa. Podburzeni przez Rosjan chłopi złupili i spalili majątek ojca w Dagdze.
Będąc na emigracji przysłał list do władz carskich, w którym przyznawał się do organizacji i udziału w napadzie pod Krasławiem. Próbował oczyścić hrabiego Platera i jego brata Bolesława z winy za organizację walki zbrojnej i napad pod Krasławiem. Władze carskie nie dały temu wiary i wyrok na Leonie Platerze wykonano, jedynie brat Bolesław Bujnicki otrzymał łagodniejszy wyrok.
W Paryżu działał w polskich organizacjach, był też sygnatariuszem odezwy do rządu Stanów Zjednoczonych Ameryki Północnej z prośbą o utworzenie polskiej kolonii w Ameryce. Zmarł na emigracji, nigdy nie wrócił do kraju.